# 朝霧高原

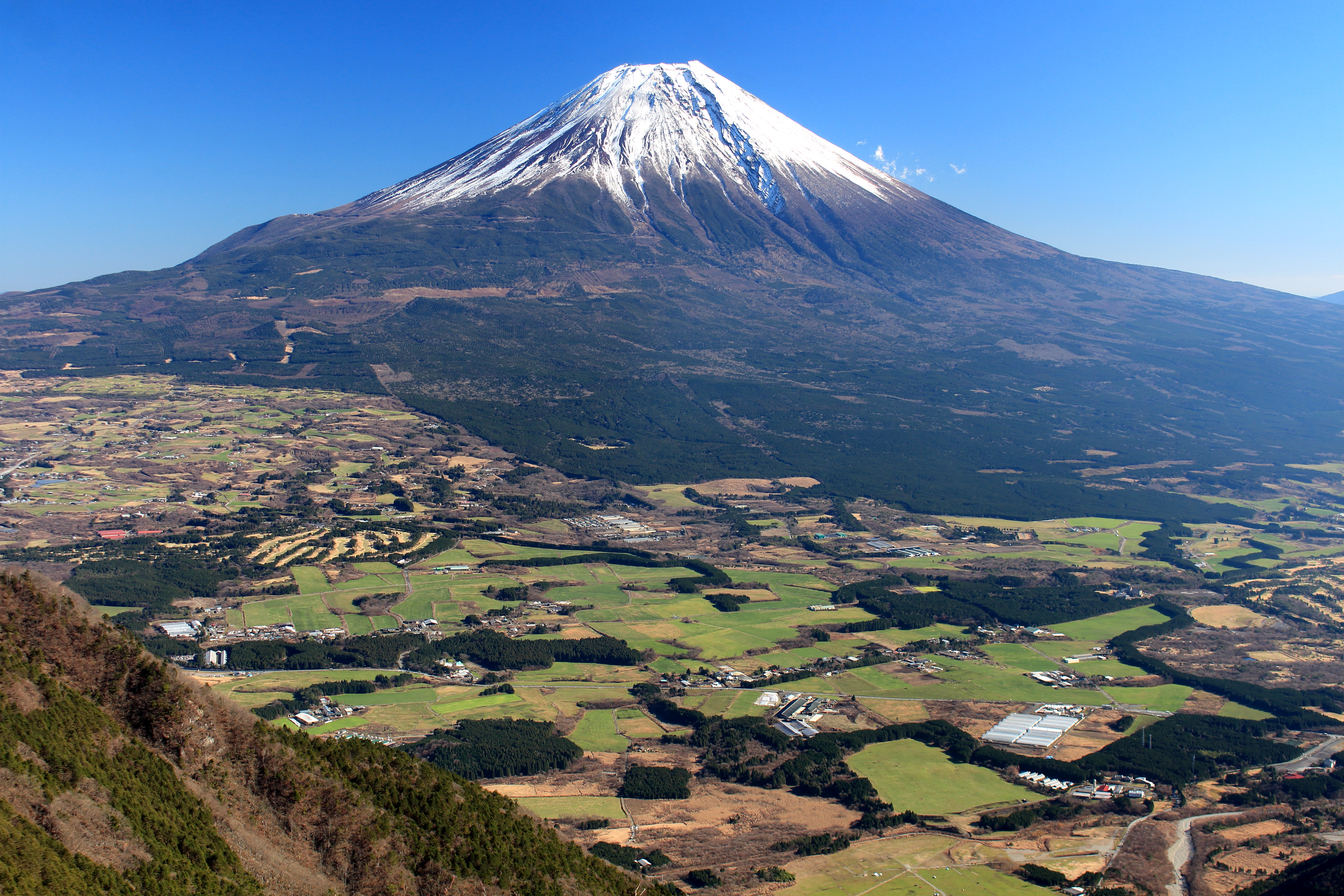
毛無山から望む朝霧高原と富士山

朝霧高原（あさぎりこうげん）は静岡県富士宮市北部・富士山西麓の標高700-1,000 m に広がる高原である。富士箱根伊豆国立公園に指定されている。富士山観光で有名であり、その広大な土地全域で富士山が望める。

## 概要
富士山を綺麗に望む著名なスポットであり、特に夏季には避暑地として観光客が訪れる。朝に霧が発生しやすいことからこの名前がついたとされ、文久元年（1861年）の『駿河志料』巻五十九<富士郡九>には「天子ヶ嶽の麓の郊原茅野を朝霧ケ原、又長者ケ原と云」とある。
広々とした草原が広がっており、パラグライダーなども行われている。また広大な面積に広がる茅は、「朝霧高原茅場」として文化庁の「ふるさと文化財の森」に指定されている。
冷涼な気候であることと、古富士泥流を基盤とした黒ボク土という独特の地質から酪農が盛んであり、ホルスタインを中心とする乳牛が群れ遊ぶ牧場が数多く点在する。

## 歴史
- 1193年（建久4年）- 源頼朝により富士の巻狩りが行われた。
- 戦後長野県などから開拓団が入植し、本格的に開発されるようになる。このこともあり、現在富士山周辺の酪農地の代表格となっている。
- 1954年 - 国から「高度集約酪農地域」の指定を受ける[4]。
- 1970年8月6日から8月10日 - 朝霧アリーナでボーイスカウトの野営大会　第5回日本ジャンボリーが開催され、日本国内から、3万2000人のスカウトが集った。
- 1971年8月1日から8月10日 - ボーイスカウトの国際野営大会　第13回世界ジャンボリーが開催され、世界中から2万6000人のスカウトが集った。
- 2000年3月27日 - 道の駅朝霧高原が開駅。
- 2010年8月1日から8月10日 - 朝霧アリーナを中心とし、ボーイスカウトの野営大会　第15回日本ジャンボリーが開催された。

## 観光地・レジャー施設

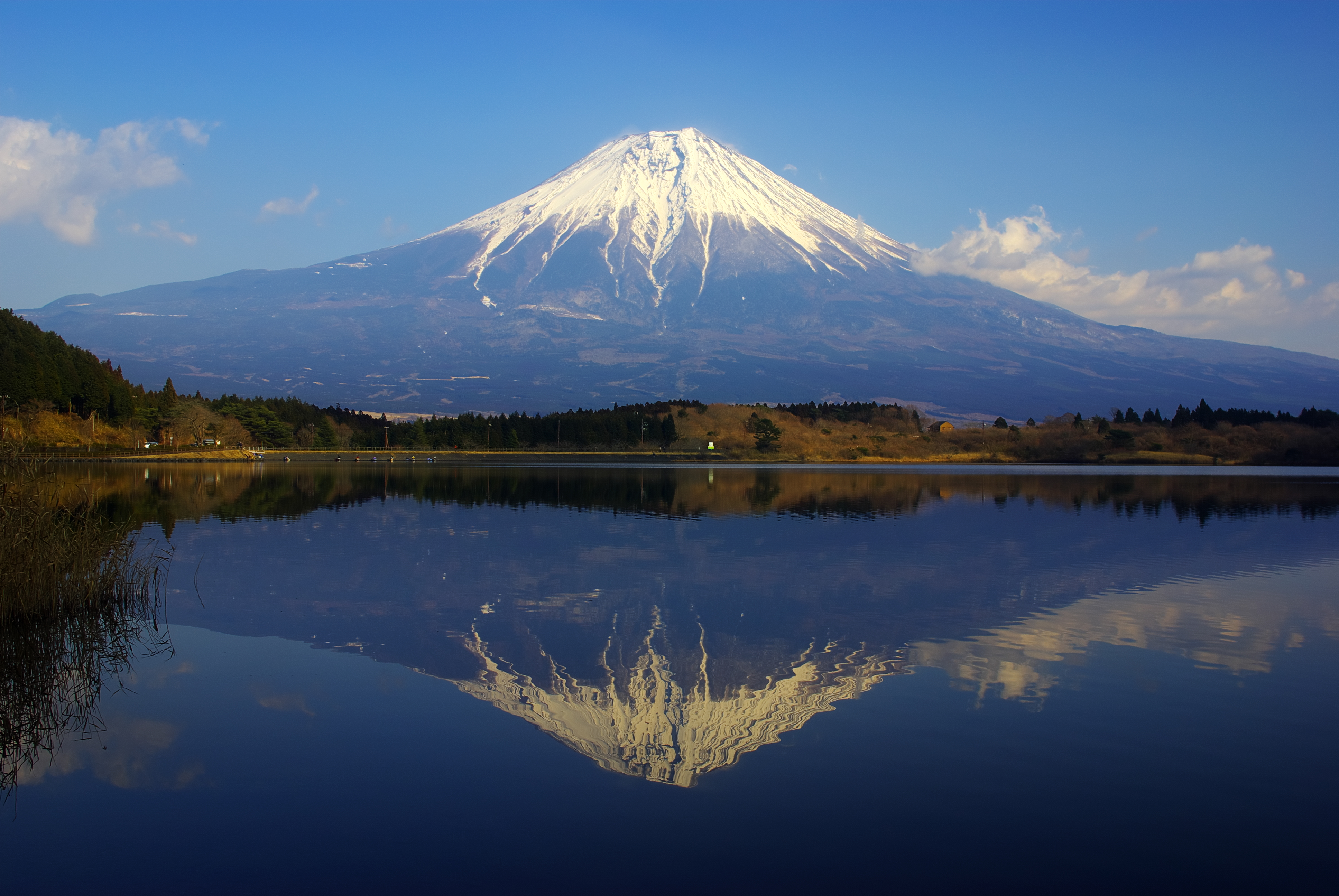
田貫湖
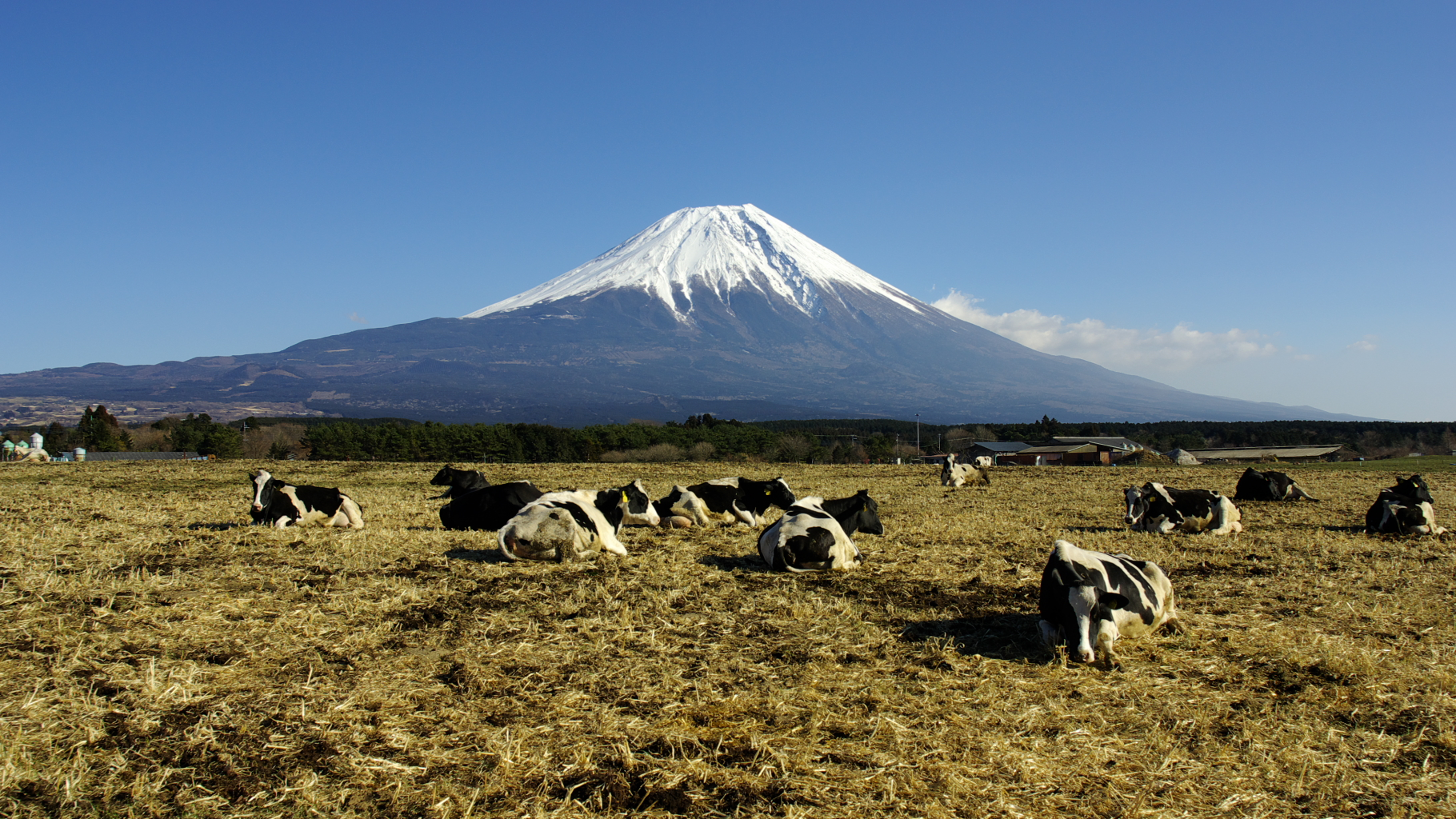
朝霧高原の牧場の風景
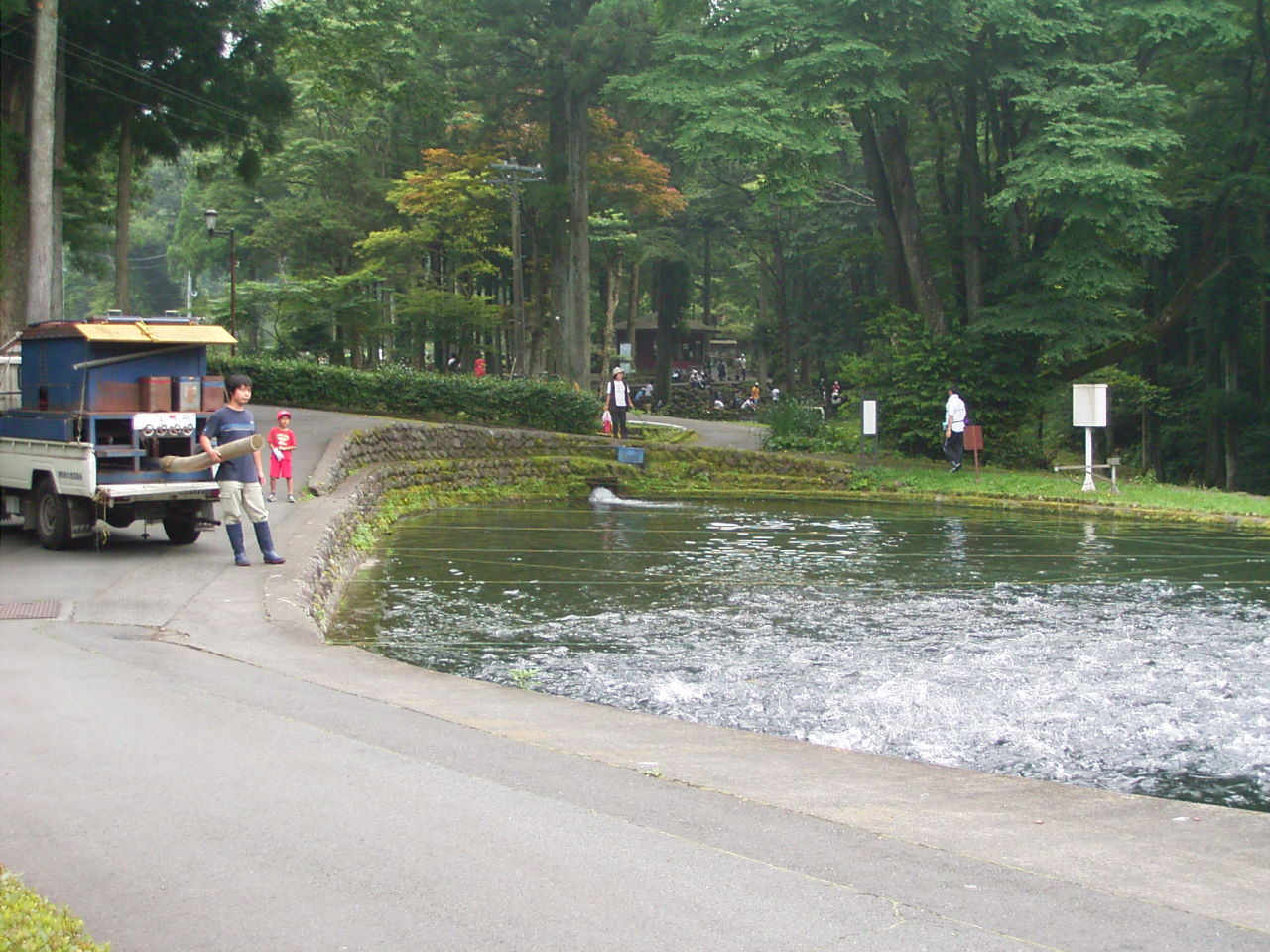
富士養鱒場
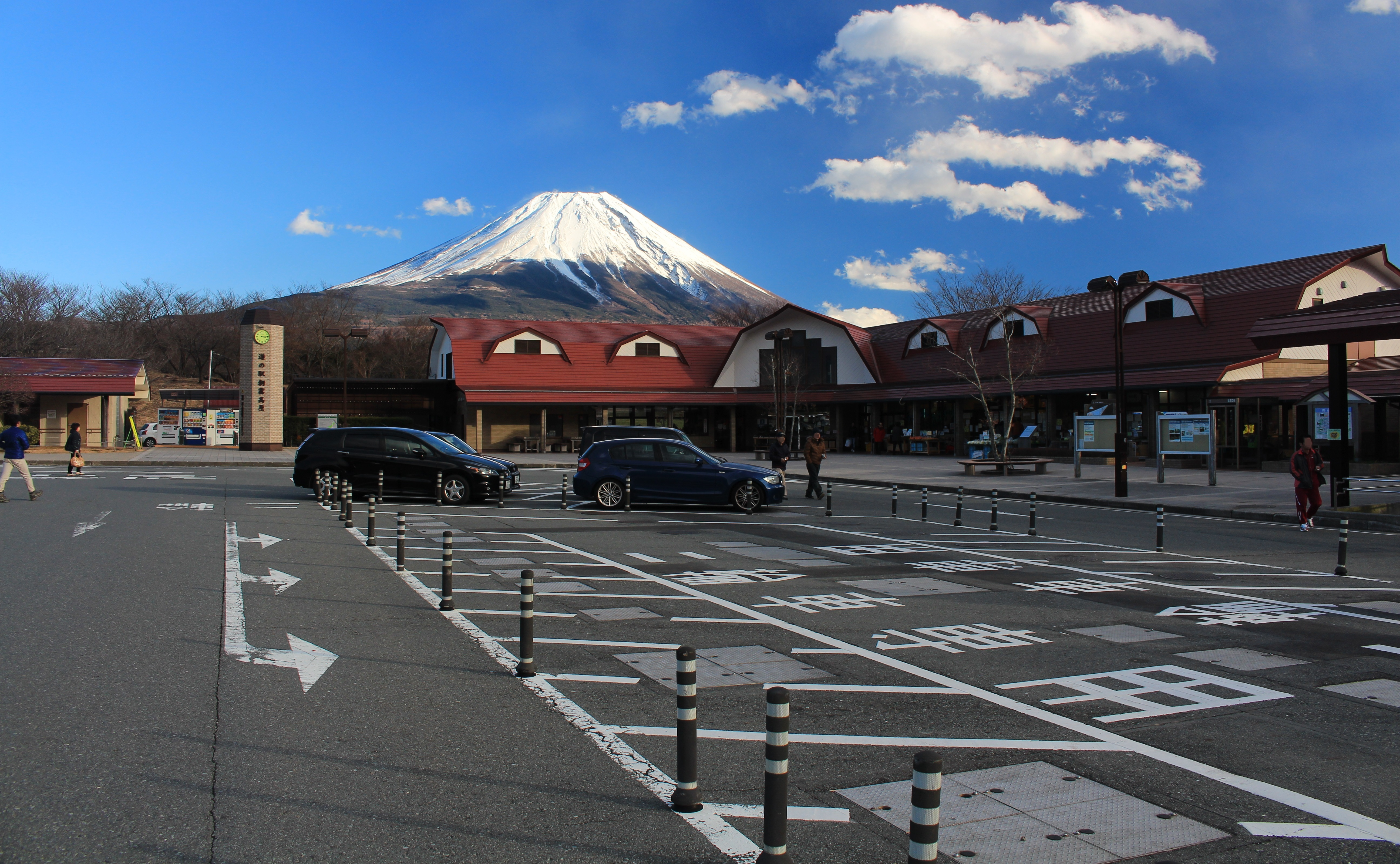
道の駅朝霧高原
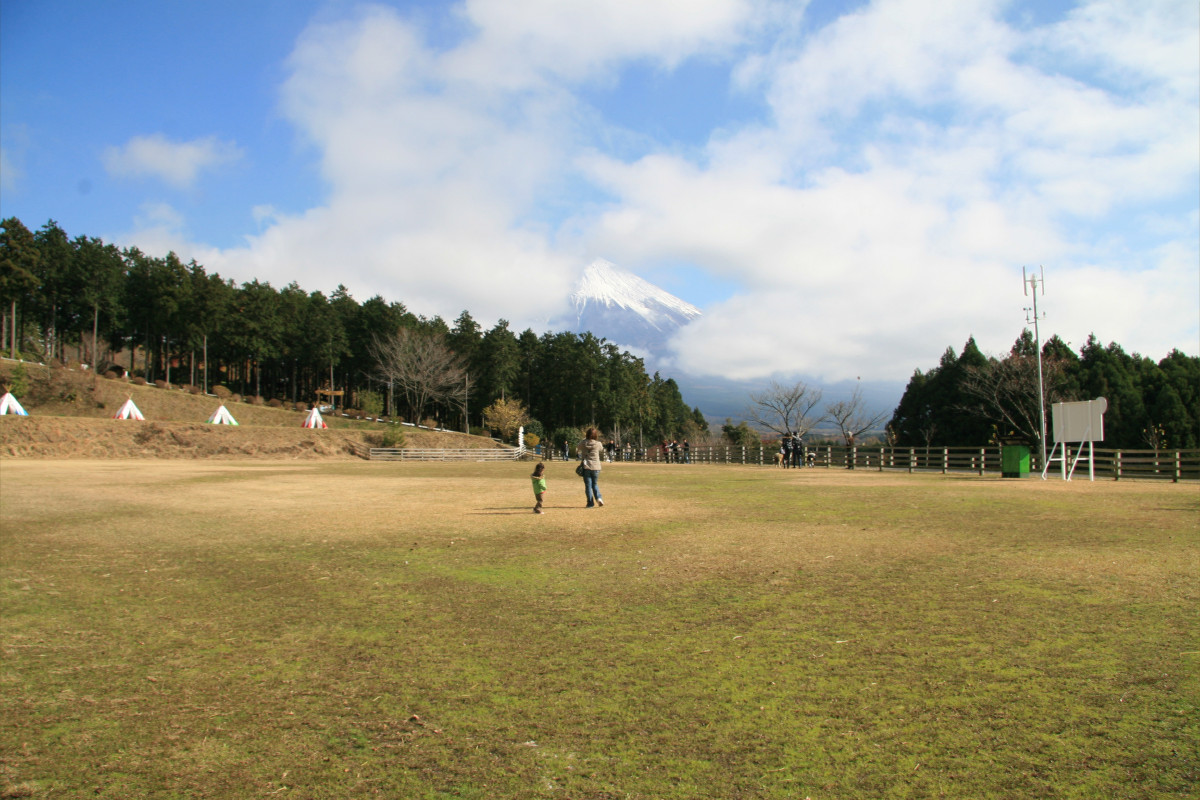
まかいの牧場
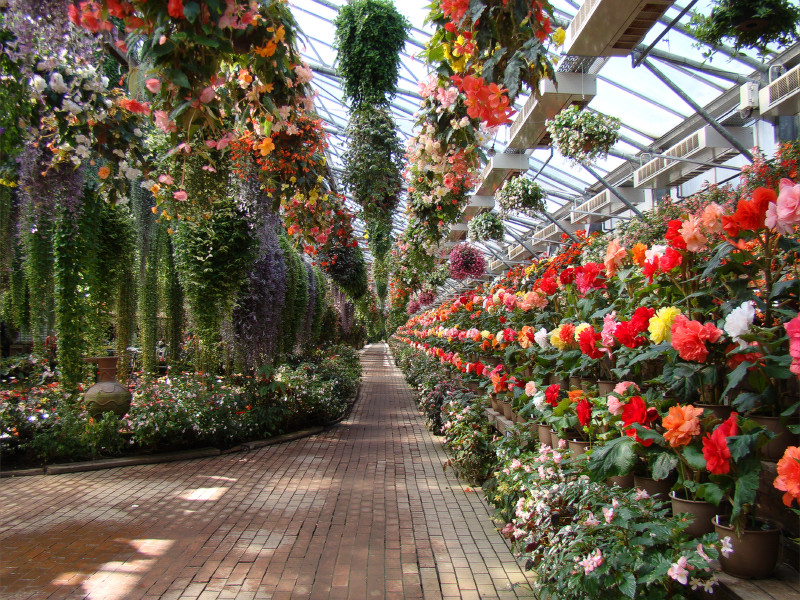
富士花鳥園

### 観光地
- 田貫湖
- 小田貫湿原
- 休暇村富士
- 陣馬の滝
- ふもとっぱら
- 朝霧アリーナ

- 富士ミルクランド
- まかいの牧場
- ハートランド・朝霧
- もちや
- 富士花鳥園
- ASAGIRI Field Dogs Garden
- あさぎりフードパーク（道の駅朝霧高原隣接）

### その他
- 富士養鱒場
- 道の駅朝霧高原
- 富士教育訓練センター
- 盲導犬の里 富士ハーネス
- 静岡県立朝霧野外活動センター

### パラグライダー
- スカイ朝霧
- アサギリ高原パラグライダースクール
- ウィングキッス朝霧 パラグライダースクール

### キャンプ場
- 朝霧ジャンボリーオートキャンプ場
- 朝霧高原オートキャンプ場
- 田貫湖キャンプ場
- ASAGIRI Field Dogs Garden
- 猪の頭オートキャンプ場
- ペンギン村オートキャンプ場

- 朝霧高原ふもとオートキャンプ場
- 朝霧高原もちやキャンプ場
- ふもとっぱら
- 西富士オートキャンプ場
- 富士オートキャンプ場ふもと村
- 天子の森キャンプ場

### ゴルフ場
- 朝霧カントリークラブ
- 朝霧ジャンボリーゴルフクラブ
- 朝霧ヴィーナスガーデン
- 小田急西富士ゴルフ倶楽部
- ザ ナショナルカントリー倶楽部

## アクセス
自動車
- 西富士道路小泉IC→国道139号
- 中央自動車道河口湖IC→国道139号
- 中央自動車道甲府南IC→国道358号→国道139号

鉄道・バス
- 東海道新幹線新富士駅、JR身延線富士宮駅各駅より富士急バス「富士山駅」行
- 富士宮駅より富士急静岡バス「休暇村富士」または「猪の頭」行
- 富士山麓電気鉄道富士急行線富士山駅・河口湖駅各駅より富士急山梨バス「新富士駅」行
- 東京駅よりヤキソバEXPRESS「休暇村富士」行